# Stannum
Stannum är även det latinska namnet på Tenn.
Stannum är en bebyggelse i Stora Lundby socken i Lerums kommun i Västergötland. Området avgränsades till en småort före 2015 för att därefter räknas till tätorten Gråbo.